# Paulino Botelho
Paulino Mâncio Botelho, mais conhecido apenas como Paulino Botelho (Rio de Janeiro, 23 de setembro de 1879 – Rio de Janeiro, 23 de maio de 1948), foi um fotógrafo, roteirista, cinegrafista, cineasta e produtor de cinema brasileiro. É conhecido por ter sido um dos principais nomes do início do cinema brasileiro.

## Biografia

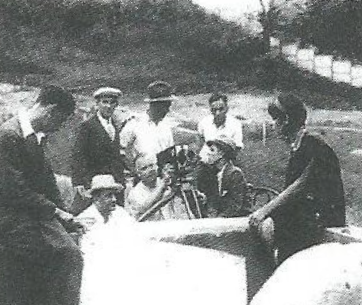
Paulino filmando uma cena do filme "Saudade".

Junto com seu irmão, Alberto Botelho, começou sua carreira trabalhando como fotógrafo para a imprensa do Rio de Janeiro, inicialmente no periódico Gazeta de Notícias. Seu primeiro contato com o cinema foi em 1909, com os documentários Circuito de São Gonçalo e Festas de Nossa Senhora da Penha, trabalhando como cinegrafista, função que exerceria por grande parte de sua carreira.
Junto com Alberto funda a companhia cinematográfica Botelho Film, que ficou conhecida por ter sido pioneira no surgimento de documentários no Brasil. Também era conhecida pelos seus cinejornais. Em 1910 dirige seu primeiro filme, 606, longa-metragem humorístico que "trata unicamente de assuntos da época." Em 1913 dirige e escreve seu segundo e último filme, Um Crime Sensacional (também conhecido como "O Crime de Paula Mattos"), longa que conta a história de um crime ocorrido no Rio de Janeiro.
Paulino faleceu com a idade de 68 anos no Rio de Janeiro, no ano de 1948.